# Portrait du bouffon Gonella
Pour les articles homonymes, voir Gonella.
Le Portrait dit du bouffon Gonella est un tableau attribué au peintre français Jean Fouquet. Il est conservé au musée d'Histoire de l'art de Vienne.

## Historique
Le portrait représente peut-être Pietro Gonnella, qui exerçait le métier de bouffon au sein de la cour de la maison d'Este à Ferrare. C'est ainsi qu'il est identifié dans le premier inventaire dans lequel il est indiqué, celui des collections de l'archiduc Léopold-Guillaume de Habsbourg, daté de 1659. Il est décrit ainsi : « une petit portrait (...) du fou Gonella, avec la barbe courte et un bonnet rouge en habit rouge et jaune ». Jean Fouquet pourrait avoir rencontré le personnage, selon Otto Pächt, lors de son séjour en Italie et particulièrement à Ferrare en 1445, quelque temps avant son passage à Rome et son portrait du pape Eugène IV. L'usage héraldique des couleurs de son costume confirmerait ce rapprochement de la maison d'Este. Cependant, cette identification du personnage est remise en question par plusieurs historiens de l'art. En effet, l'analyse dendrochronologique du tableau a certes révélé que le bois datait du second quart du XVe siècle, mais qu'il s'agissait de chêne de la Baltique, couramment utilisé dans la peinture du nord de l'Europe mais très rarement dans la peinture italienne. Selon Nicole Reynaud par exemple, il pourrait être antérieur à son séjour à Rome et avoir été réalisé plutôt en France vers 1440.

## Attribution
Dans l'inventaire de 1659, le tableau est décrit comme un original de Giovanni Bellini dans le style d'Albrecht Dürer. Les premiers historiens de l'art et notamment Eduard von Engerth (de) en 1882, reconnaissent très vite en effet une influence nordique et non italienne, mais plutôt provenant de Jan van Eyck. Louis Gonse y voit plutôt un Pieter Brueghel l'Ancien dans le style de van Eyck toujours. La datation dendrochronologique a définitivement écarté l'hypothèse van Eyck. En 1974, Otto Pächt avance pour la première fois l'attribution à Fouquet. Il le rapproche des portraits de Charles VII et de Guillaume Jouvenel des Ursins et souligne la proximité avec la tête d'un personnage représenté dans la foule au premier plan de la scène du Lit de justice de Vendôme du manuscrit du Boccace de Munich. Une réflectographie infrarouge en 1981 a révélé des notations de couleurs en français sous la peinture. L'attribution à Fouquet est désormais admise par la quasi-totalité des historiens de l'art, si ce n'est par Albert Châtelet ou François Avril qui la mettent encore en doute.

## Analyse
Le tableau contient à la fois une représentation du visage très détaillée et soignée, très expressif et un costume aux plis rudimentaires, sans modelé moelleux. Les mains sont dessinées de manière assez maladroite pour le peintre français. Selon Carlo Ginzburg, sa pose les bras croisés serait une allusion du peintre au Christ de douleur ou Imago pietatis, iconographie d'origine byzantine. Le peintre ferait ainsi une allusion à la fin tragique du modèle : celui-ci serait en effet mort de peur à la suite de la mise en scène de sa propre mort. 